# Yambol (huyện)
Yambol là một huyện thuộc tỉnh Yambol, Bungaria. Dân số thời điểm năm 2001 là 82656 người.